# Ni predaje, ni umika
»Ni predaje, ni umika« je četrti single dua BQL v sodelovanju z Niko Zorjan (osmi single) iz leta 2017. Skladbo so napisali Raay, Marjetka Vovk, Rok Lunaček, Tina Piš in Nika Zorjan. 
Pesem je v slovenščini, vsebuje pa tudi nekaj verzov v prekmurskem narečju, kar je prispevala od tam živeča Zorjanova. 

## Zasedba

### Produkcija
- Raay – glasba, besedilo
- Marjetka Vovk – glasba, besedilo
- Rok Lunaček – besedilo
- Tina Piš – besedilo
- Nika Zorjan – besedilo
- Raay Music – aranžma, producent

### Studijska izvedba
- Rok Piletič – vokal
- Anej Piletič – vokal
- Nika Zorjan – vokal

## Lestvice

### Tedenske lestvice
| Lestvica (2017)      | Najvišje mesto |
| -------------------- | -------------- |
| Slovenija (SloTop50) | 6              |

## Sporočilo
Posneli so jo kot sporočilo mladim, da je v življenju vedno treba slediti svojim sanjam, se za njih boriti, ne glede na to, kdo človeku stoji naproti. Njeno vodilo je moto »človek v življenju pade, a vedno štejejo le zmage«.

## Videospot
Videospot za to skladbo za katero je posnel Karo Media, je uradno izšla 26.11.2017 na portalu YouTube, premierno pa se je predstavil že na enem izmed njihovih skupnih koncertov.